# Sophronica subproba
Sophronica subproba là một loài bọ cánh cứng trong họ Cerambycidae.